# Svensk gospel

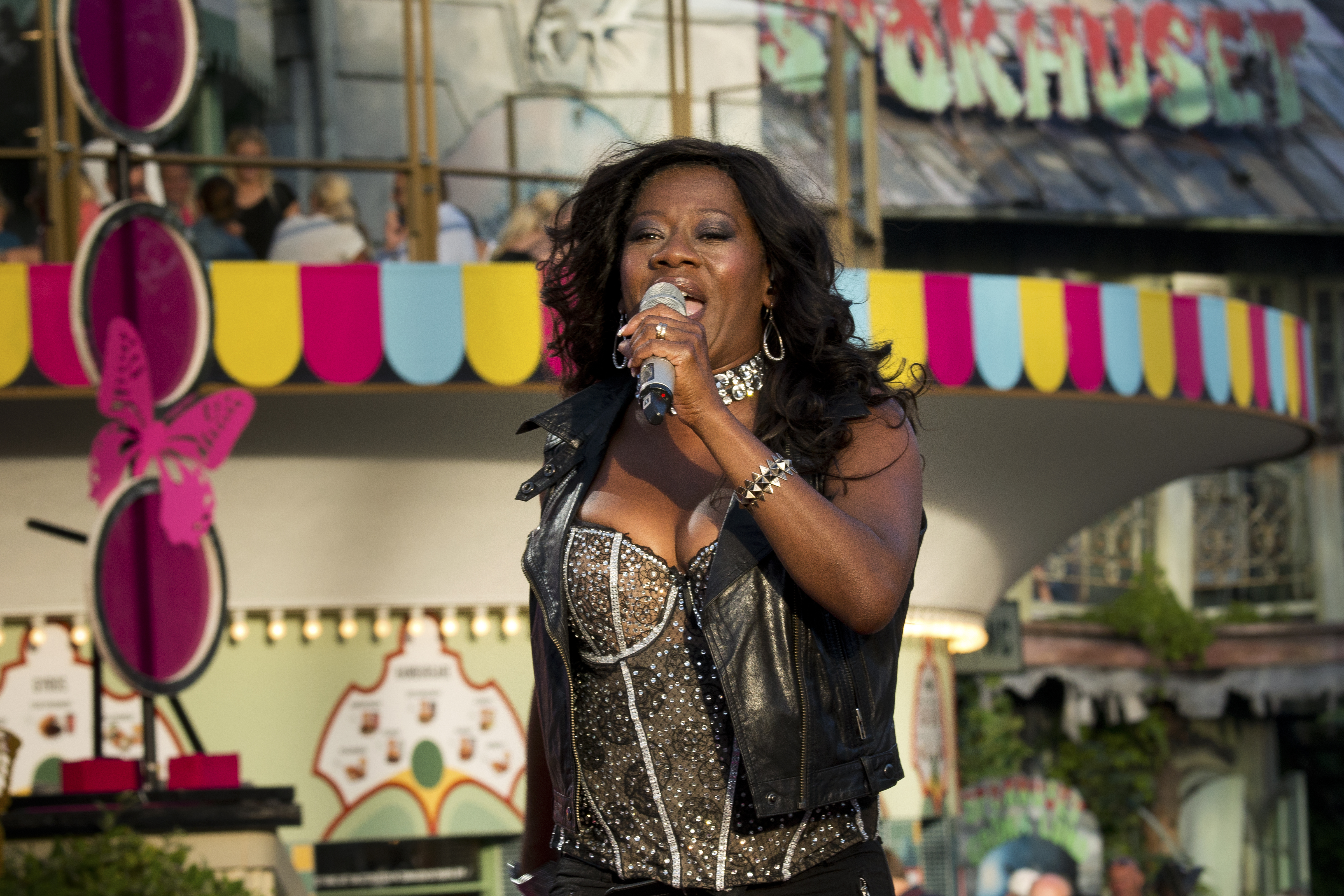
Gladys del Pilar, del av discogruppen Afro-Dite, har också bidragit till Sveriges gospelscen.

Svensk gospel skapas i eller har annan relation till Sverige, med inspiration från den ursprungligen afroamerikanska gospelmusiken.

## Framväxten i Sverige
Gospeln presenterades första gången för svensk publik hösten 1966 genom Örebrokören Joybells efter att en svart kör från First Church of Deliverance i Chicago besökt staden.
Gospeln har fått särskilt starkt fotfäste i Sverige, jämfört med resten av Europa. Festivalgeneralen och en av grundarna till Stockholm gospelkörfestival, Lasse Axelsson, ser ett antal faktorer till gospelns framväxt i Sverige. Bland annat tack vare framgångsrika körer, såsom Joybells och de egna årliga festivalerna. Dessutom har det funnits anställda sedan grundandet av nuvarande Svenska Gospelverkstaden 1988 för att sprida gospelmusiken i Sverige. Axelsson tror att musiken är lätt att ta till sig för svensken, då den står nära svensk folkmusik. En av de stora profilerna inom svensk gospel, Cyndee Peters, har noterat att även den sekuläre svensken tar till sig gospelmusiken, även om det är utan att ta till sig den afroamerikanska och kyrkliga kontexten. Publicisten Bo Strömstedt jämförde den sekuläre svenskens komplicerade relationen till gospeln med dess relation till Anton Tjechovs pjäser. Trots att den vanlige svensken vanligen är tillbakahållen med känslor dras denne ändå till känslomässiga uttryck, såsom Tjechovs pjäser eller just gospelmusik.

### Svenska Gospelverkstaden (f.d Stockholm Gospel)

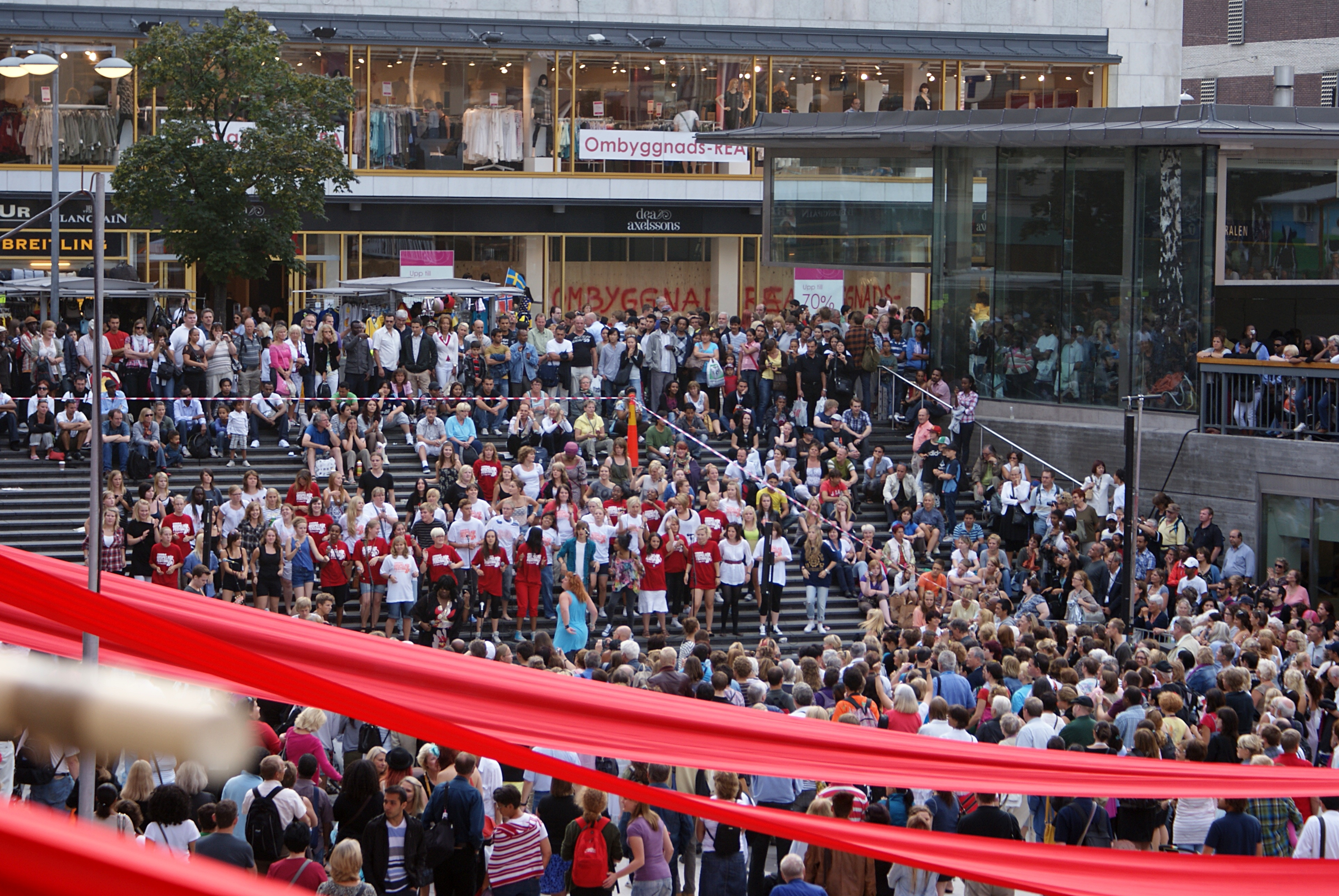
Svenska Gospelverkstaden på Stockholms Kulturfestival 2010.

Svenska Gospelverkstaden är en ideell förening som arrangerar konserter, festivaler, workshops, resor och dessutom bedriver utbildning av unga. Den har som syfte att sprida gospelmusiken vidare. Vartannat år sedan 1988 anordnas en stor Gospelfestival i Stockholm, Stockholm gospelkörfestival, eller numera Stockholm Gospel Choir Festival. Dessa festivaler brukar samla runt 1000 gospelsångare från hela Sverige och även många internationella deltagare. Till dessa festivaler kommer ofta kända körledare och gospelkompositörer från USA, till exempel Clarence Eggleton, Cynthia Nunn, Walt Withman, Joshua Nelson med flera. Festivalerna brukar pågå i fyra dagar och innehåller konserter som hålls både utomhus på till exempel Sergels torg eller inomhus i bland annat Stockholms konserthus.
I Svenska Gospelverkstadens regi anordnas också en Gospeldag som avslutas med en konsert i Stockholms konserthus eller i Berwaldhallen i slutet av januari eller början av februari varje år. Dessa evenemang, som går under namnet Sjung Gospel, brukar samla cirka 1500 sångare. Utöver dessa konsertdagar reser de även runt till olika skolor i Sverige och håller i gospelprojekt med högstadieelever. Under dessa projekt får eleverna lära sig om gospelmusik och dess historia.

### Glimåkra Gospellinje
På Glimåkra folkhögskola erbjuds Sveriges enda gospellinje. Till denna har flera gospelmusiker gästat, bland andra Myron Butler, Samuel Ljungblahd, Frank Ådahl, Walter Owens, Per-Erik Hallin, Anna Weister Andersson.

### Tensta Gospel Choir

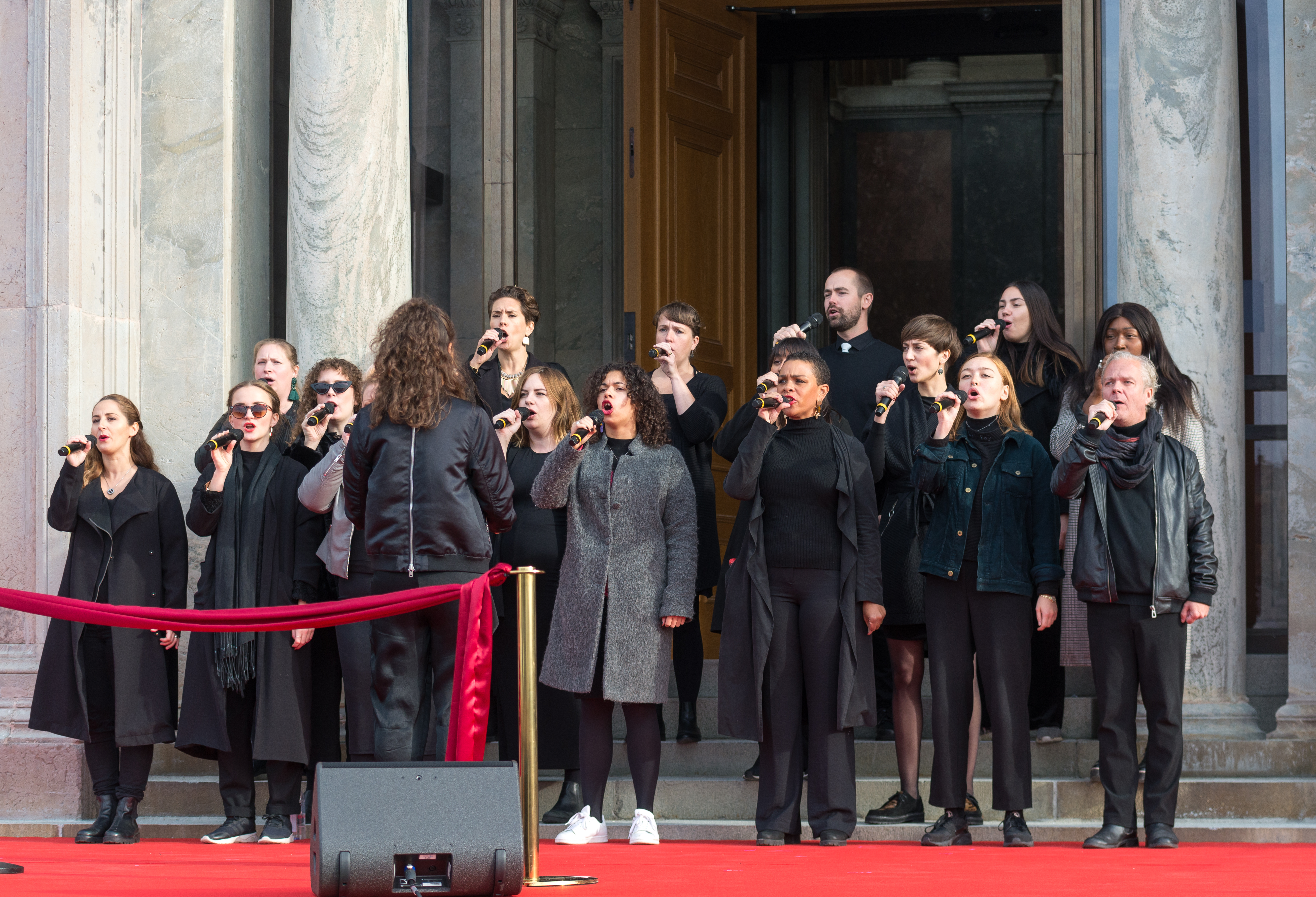
Tensta Gospel Choir år 2018.

År 2021 släpptes dokumentärfilmen "Kören - en film om Tensta Gospel Choir", regisserad av Amanda Pesikan. Den skildrar kören under en resa till USA och splittring som uppstår i gruppen när frågor om tro, andlighet och ledarskap sätts på prov. För samma år vann Tensta Gospel Choir Expressens musikpris Spelmannen med motiveringen "...(Tensta Gospel Choir) har i decennier skapat ett själarum för både individ och kollektiv. När stämmorna förenas i denna stjärnspäckade kulturinstitution får världen en självklar plats i Sverige". Bland medlemmar genom tiderna återfinns artisterna Sabina Ddumba, Janice Kavander, Lykke Li, Kristin Amparo, Linda Pira, Mapei, Zhala och Nápoles.

## Musiker
Bland svenska gospelsångare finns Gladys del Pilar, Cyndee Peters, The Mamas, Frank Ådahl, Samuel Ljungblahd, Joakim Arenius och Per-Erik Hallin. Kända svenska gospelkörer är till exempel Immanuel Gospel, Solid Gospel, Joybells, Mercy Gospel Choir, Tensta Gospel Choir med körledaren Cedwin Sandanam, Choralerna, Credokören, By Grace, Vasa Gospel samt Java Gospel.